# Blanco de zinc

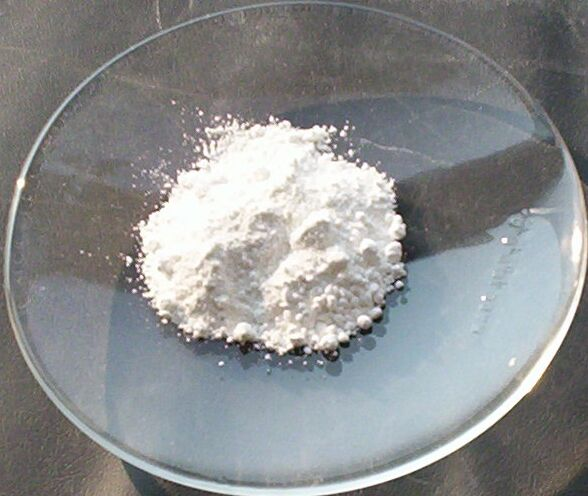
Muestra del pigmento de zinc.

El blanco de zinc es un tipo de pigmento utilizado en la pintura. Este pigmento también es llamado blanco de China o nieve.
Es un pigmento compacto, por lo que tarda más tiempo en secar con peligro de agrietamiento de la obra. No se amarillea y resulta idóneo para capas superficiales. Se puede utilizar en óleo, gouache, temple...